# Iki (miasto)
Iki (jap. 壱岐市 Iki-shi) – miasto w Japonii, w prefekturze Nagasaki, położone na wyspie o tej samej nazwie. W 2015 roku liczyło 27 103 mieszkańców.